# Lophotavia prunicolora
Lophotavia prunicolora là một loài bướm đêm trong họ Noctuidae.